# Buffon (Côte-d’Or)
Buffon – miejscowość i gmina we Francji, w regionie Burgundia-Franche-Comté, w departamencie Côte-d’Or.
Według danych na rok 1990 gminę zamieszkiwało 190 osób, a gęstość zaludnienia wynosiła 21 osób/km² (wśród 2044 gmin Burgundii Buffon plasuje się na 721. miejscu pod względem liczby ludności, natomiast pod względem powierzchni na miejscu 987.).